# Marko Mihojević
Marko Mihojević, né le 21 avril 1996 à Trebinje en Bosnie-Herzégovine, est un footballeur international bosnien qui évolue au poste de défenseur central au Göztepe SK.

## Biographie

### En club

#### Débuts en Bosnie (?-2017)
Natif de Trebinje en Bosnie-Herzégovine, Marko Mihojević est formé par le club de sa ville natale, le FK Leotar Trebinje.
Le 19 février 2014 il rejoint le FK Sarajevo. Il est sacré champion de Bosnie-Herzégovine avec le FK Sarajevo en 2014-2015.

#### Transfert au PAOK (2018-2020) puis prêt à l'OFI Crète (2018-2019)
Le 31 janvier 2018, lors du dernier jour du mercato hivernal, Marko Mihojević s'engage en faveur du PAOK Salonique.

##### Prêt au Erzgebirge Aue (2019-2020)
Le 4 juillet 2019 Marko Mihojević est prêté par le PAOK Salonique pour la saison 2019-2020 à l'Erzgebirge Aue, en deuxième division allemande. Il joue son premier match pour le club le 28 juillet 2019 face à Greuther Fürth, lors de la première journée de championnat. Il est titulaire et son équipe s'impose sur le score de deux buts à zéro ce jour-là.

#### Göztepe SK (depuis 2020)
Le 25 septembre 2020, Marko Mihojević rejoint la Turquie en s'engageant avec le Göztepe SK pour un contrat courant jusqu'en juin 2023.

### En sélection nationale
Marko Mihojević honore sa première sélection avec l'équipe nationale de Bosnie-Herzégovine le 29 janvier 2018, lors d'un match amical face aux États-Unis. Titulaire ce jour-là, il participe à l'intégralité de la rencontre à son poste de prédilection en défense centrale, et la partie se termine sur un match nul (0-0).

## Palmarès

### En club
FK Sarajevo
- Champion de Bosnie-Herzégovine
  - 2014-2015.